# János Máté
János Máté (?) was een Hongaars rooms-katholiek geestelijke en politicus.
Sedert de jaren 50 had Máté zitting in het parlement en was hij lid van de Hongaarse Beweging van Vredespriesters. Op 2 februari 1958 werd hij samen met zijn medepriesters en politici van de Beweging van Vredespriesters, Richárd Horváth en Miklós Beresztoczy door het Vaticaan geëxcommuniceerd. Omdat de excommunicatie niet bekend werd gemaakt door de communistische autoriteiten in Hongarije, konden de priesters hun ambt uitblijven oefenen.